# China’s Got Talent
A China’s Got Talent (kínaiul: 中国达人秀, pinjin: Zhōngguó dá rén xiù, magyaros: Csungkuo ta zsen hsziu) a sanghaji Dragon TV által bemutatott tehetségkutató verseny, amelyben olyan személyek vesznek részt, akik meglepő tehetséggel rendelkeznek.
A Kínában 2010 nyarán elkezdett verseny első szériájának nagydíját egy huszonhárom éves zongorista, Liu Vej (Liu Wei) nyerte el, aki lábbal zongorázik, mivel tízévesen egy baleset következtében mindkét karját amputálni kellett.